# Business-architectuur
Business-architectuur (Engels: business architecture) is een begrip uit de enterprise-architectuur, een hiërarchisch model dat gebruikt wordt om informatietechnologie optimaal te integreren in een bedrijfsorganisatie. De business-architectuur bestudeert alle aspecten van de bedrijfsorganisatie, met het doel om beter te begrijpen hoe de informatietechnologie past in de algemene bedrijfsvoering.
De business-architectuur omvat een beschrijving van de zakelijke doelstellingen van een bedrijf, en de overkoepelende structuur die er voor moet zorgen dat deze doelstellingen bereikt zullen worden. Deze structuur omvat onder andere de bedrijfsorganisatie, bedrijfsprocessen, en de eisen voor de informatiesystemen die nodig zijn om het bedrijf optimaal te laten fungeren.
De business-architectuur voor een bedrijf vormt een model dat gebruikt kan worden voor de analyse van de architectuurvisie (wat wil men bereiken met architectuur) en de basisprincipes van de architectuur (waar moet de architectuur aan voldoen). Alle stappen die volgen op de business-architectuur moeten getest worden aan deze principes.